# (3063) Махаон
(3063) Махаон (др.-греч. Μαχάων) — довольно крупный троянский астероид Юпитера, движущийся в точке Лагранжа L4, в 60° впереди планеты. Астероид был открыт 4 августа 1983 года советским астрономом Людмилой Карачкиной в Крымской обсерватории и назван в честь Махаона, персонажа древнегреческой мифологии.

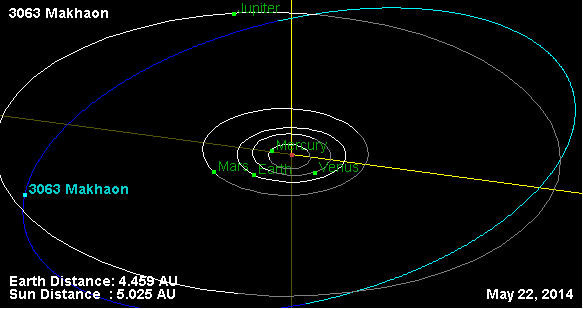
Орбита астероида Махаон и его положение в Солнечной системе

Фотометрические наблюдения, проведённые в 2009 году, позволили получить кривые блеска этого тела, из которых следовало, что период вращения астероида вокруг своей оси равняется 8,6354 ± 0,0033 часам, с изменением блеска по мере вращения 0,06 ± 0,01 m.